# Небах
Небах (исп. Nebaj) — археологический памятник доколумбовой цивилизации Майя, расположенный в горах на западе Гватемалы, неподалеку от деревни народа Ишиль — Санта-Мария-Небах.

## Этимология
Название Nebaj с языка науатль можно перевести как: место рождения воды.

## Находки
На этом месте был найден артефакт, известный как ваза Фентона. В настоящее время он хранится в Британском музее.
В городе так же был найден фрагмент статуи Бога Огня, Тохиля в данный момент находиться в Музее Естественных Наук Хьюстона в штате Техас в США.
С начала исследований культуры майя в Санта-Мария-Небах неоднократно обнаруживались находки, относящиеся к позднеклассическому и постклассическому периодам, то есть к периоду между 800 и 1500 годами н. э.
Большинство находок попало в частные коллекции благодаря международной торговле произведениями искусства, а оттуда — в музеи Северной Америки и Европы.

## Галерея

Ваза Фентон
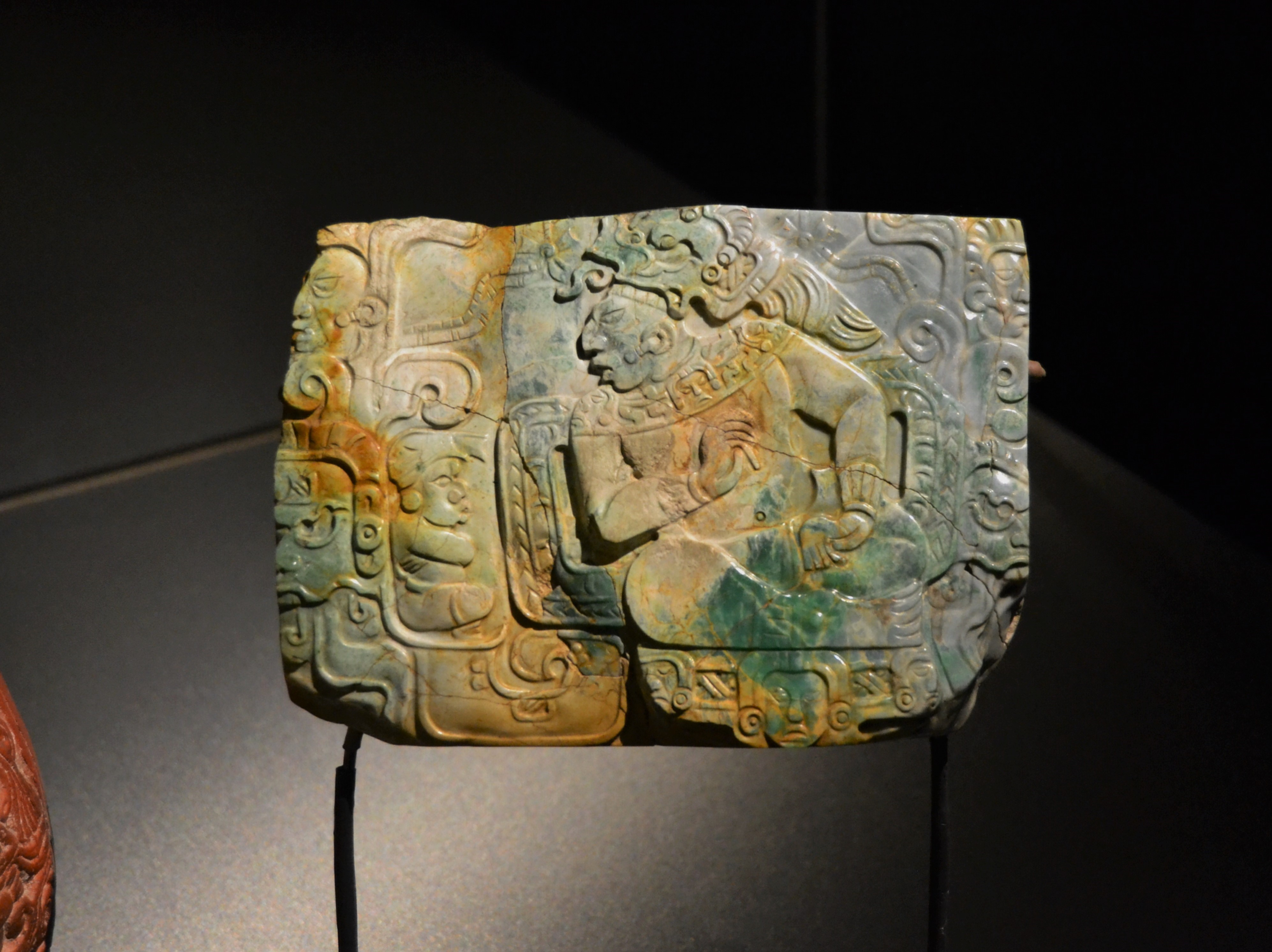
Жадеитовая пластина найдена при раскопках. Храниться в Национальном музее археологии и этнологии, в Гватемале
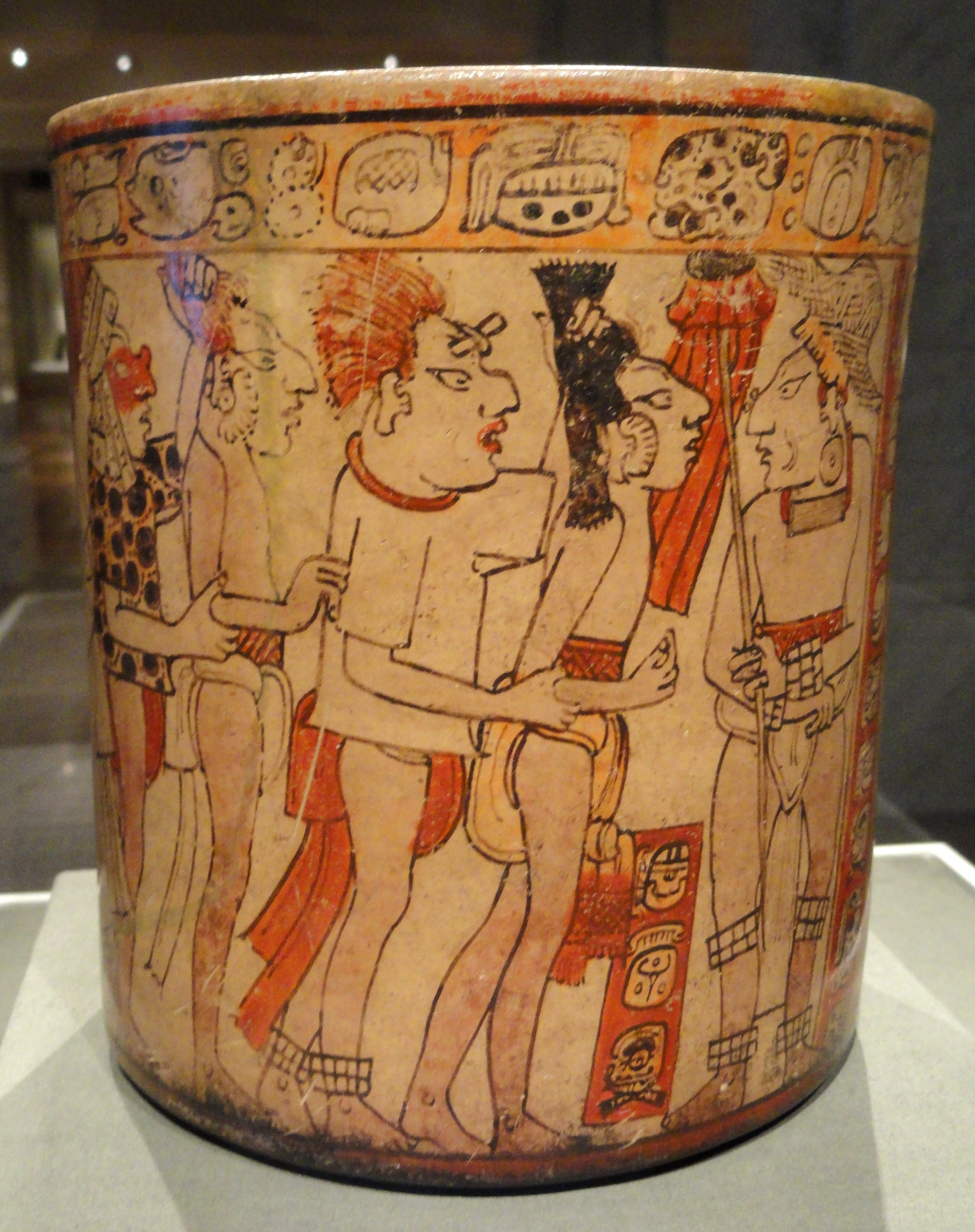
Чаша для напитков со изображением сцены битвы, 600—900 гг. н. э. Мезоамерика, Гватемала — Музей искусств Кливленда
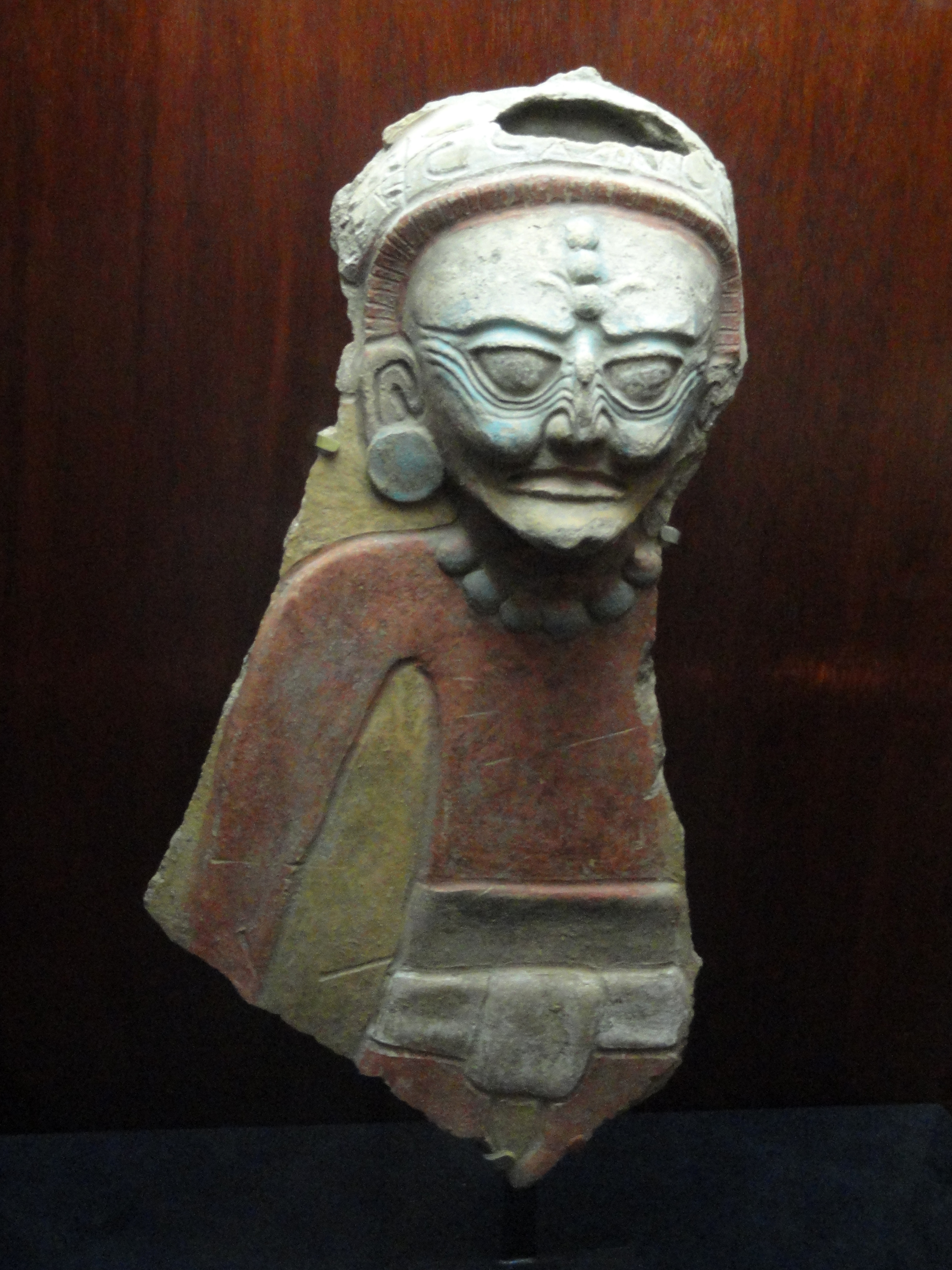
Фрагмент изображающий древнего бога огня Тохиля, 900—1200 гг. н. э.